# Kantonopera

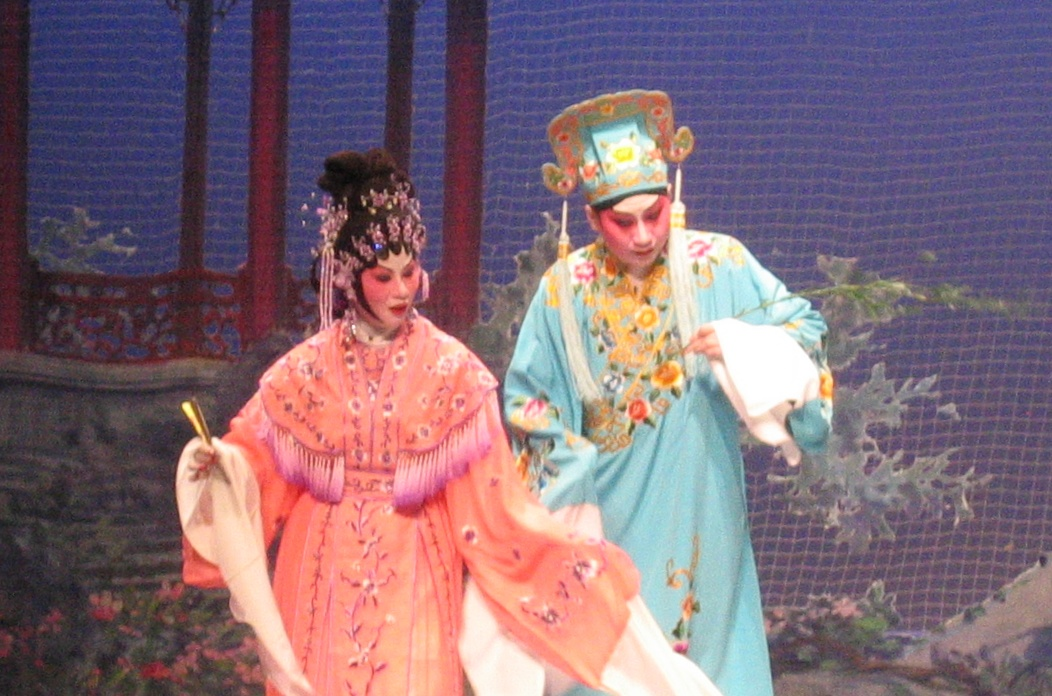

Kantonopera (kinesiska: 粵劇?, pinyin: Yuèjù) är en av de ledande formerna av kinesisk opera. Den har sitt ursprung i södra Kinas kantonesiska kultur. 
Kantonopera är populär i Guangdong, Guanxi, Hongkong, Macao, Singapore och Malaysia. Liksom alla varianter av kinesisk opera är kantonopera en traditionell kinesisk konstform som inkluderar musik, sång, stridskonst, akrobatik och skådespeleri. Handlingen är oftast baserad på Kinas historia eller berömda myter och berättelser.